# Cryptothylax greshoffii
Cryptothylax greshoffii är en groddjursart som först beskrevs av Louise Schilthuis 1889.  Cryptothylax greshoffii ingår i släktet Cryptothylax och familjen gräsgrodor. IUCN kategoriserar arten globalt som livskraftig. Inga underarter finns listade i Catalogue of Life.